# Inumanoides
Inumanoides é um desenho animado americano produzido pelas empresas americanas Sunbow e Marvel Productions e animado pela companhia japonesa Toei.
Foram produzidos 13 episódios da série, em 1986.

Logo do desenho Inumanoides.